# Campionati mondiali giovanili di scherma
I Campionati Mondiali giovanili di scherma sono una competizione internazionale organizzata annualmente dalla Federazione internazionale della scherma ed a cui possono partecipare gli atleti che non abbiano ancora compiuto i 20 anni. Negli ultimi anni si sono sempre tenuti contemporaneamente e nella stessa sede della competizione organizzata per la categoria "cadetti" (sotto i 17 anni). All'inizio erano denominati Critérium mondial des jeunes e così rimasero conosciuti fino al 1963.
Il primo campionato mondiale giovanile di scherma fu organizzato a Nîmes, în Francia, nel 1950. Le prove a squadre furono disputate solo a partire dal 1998. Le donne parteciparono per la prima volta nel 1955, nella prova di fioretto; le prove femminili di spada si tengono dal 1989 e quelle di sciabola dal 1999.

## Albo d'oro

### Fioretto
| Edizione | Sede                                             | Individuale                                      | Individuale                                      | A squadre                                        | A squadre                                        |                                                  |
| Edizione | Sede                                             | Maschile                                         | Femminile                                        | Maschile                                         | Femminile                                        |                                                  |
| -------- | ------------------------------------------------ | ------------------------------------------------ | ------------------------------------------------ | ------------------------------------------------ | ------------------------------------------------ | ------------------------------------------------ |
| 1950     | Nizza                                            | Mario Favia                                      | Non disputato                                    | Non disputato                                    | Non disputato                                    |                                                  |
| 1951     | Parigi                                           | Mario Favia                                      | Non disputato                                    | Non disputato                                    | Non disputato                                    |                                                  |
| 1952     | Cremona                                          | René Cintrat                                     | Non disputato                                    | Non disputato                                    | Non disputato                                    |                                                  |
| 1953     | Parigi                                           | Roger Closset                                    | Non disputato                                    | Non disputato                                    | Non disputato                                    |                                                  |
| 1954     | Parigi                                           | Roger Closset                                    | Non disputato                                    | Non disputato                                    | Non disputato                                    |                                                  |
| 1955     | Budapest                                         | József Gyuricza                                  | Vera Kelemen                                     | Non disputato                                    | Non disputato                                    |                                                  |
| 1956     | Lussemburgo                                      | Mihály Fülöp                                     | Ildikó Rejtő                                     | Non disputato                                    | Non disputato                                    |                                                  |
| 1957     | Varsavia                                         | Mihály Fülöp                                     | Ildikó Rejtő                                     | Non disputato                                    | Non disputato                                    |                                                  |
| 1958     | Bucarest                                         | Jean Link                                        | Aleksandra Zabelina                              | Non disputato                                    | Non disputato                                    |                                                  |
| 1959     | Parigi                                           | Jean Link                                        | Valentina Prudskova                              | Non disputato                                    | Non disputato                                    |                                                  |
| 1960     | Leningrado                                       | László Kamuti                                    | Alla Șepeleva                                    | Non disputato                                    | Non disputato                                    |                                                  |
| 1961     | Duisburg                                         | Jean-Claude Magnan                               | Catherine Rousselet                              | Non disputato                                    | Non disputato                                    |                                                  |
| 1962     | Il Cairo                                         | Jacky Courtillat                                 | Karolina Mirzoeva                                | Non disputato                                    | Non disputato                                    |                                                  |
| 1963     | Gand                                             | Nikolaj Andriadze                                | Ana Ene                                          | Non disputato                                    | Non disputato                                    |                                                  |
| 1964     | Budapest                                         | Roland Losert                                    | Brigitte Gapais                                  | Non disputato                                    | Non disputato                                    |                                                  |
| 1965     | Rotterdam                                        | Roland Losert                                    | Ecaterina Iencic                                 | Non disputato                                    | Non disputato                                    |                                                  |
| 1966     | Vienna                                           | Ștefan Ardeleanu                                 | Kerstin Palm                                     | Non disputato                                    | Non disputato                                    |                                                  |
| 1967     | Teheran                                          | Leonid Romanov                                   | Nadežda Kondrat'eva                              | Non disputato                                    | Non disputato                                    |                                                  |
| 1968     | Londra                                           | Jerzy Kaczmarek                                  | Natal'ja Kozlenko                                | Non disputato                                    | Non disputato                                    |                                                  |
| 1969     | Genova                                           | Lech Koziejowski                                 | Tat'jana Kanurkina                               | Non disputato                                    | Non disputato                                    |                                                  |
| 1970     | Minsk                                            | Harald Hein                                      | Valentina Nikonova                               | Non disputato                                    | Non disputato                                    |                                                  |
| 1971     | South Bend                                       | Bruno Boscherie                                  | Ildikó Tordasi                                   | Non disputato                                    | Non disputato                                    |                                                  |
| 1972     | Madrid                                           | Arkadiusz Godel                                  | Zoia Filatova                                    | Non disputato                                    | Non disputato                                    |                                                  |
| 1973     | Buenos Aires                                     | Frédéric Pietruszka                              | Valentina Buročikina                             | Non disputato                                    | Non disputato                                    |                                                  |
| 1974     | Istanbul                                         | Petru Kuki                                       | Valentina Sidorova                               | Non disputato                                    | Non disputato                                    |                                                  |
| 1975     | Città del Messico                                | Petru Kuki                                       | Véronique Trinquet                               | Non disputato                                    | Non disputato                                    |                                                  |
| 1976     | Poznań                                           | Rob Bruniges                                     | Irina Dolgich                                    | Non disputato                                    | Non disputato                                    |                                                  |
| 1977     | Vienna                                           | Vladimir Lapickij                                | Christine Fekete                                 | Non disputato                                    | Non disputato                                    |                                                  |
| 1978     | Madrid                                           | Mauro Numa                                       | Brigitte Latrille                                | Non disputato                                    | Non disputato                                    |                                                  |
| 1979     | South Bend                                       | Andrea Borella                                   | Anna Sparaciari                                  | Non disputato                                    | Non disputato                                    |                                                  |
| 1980     | Venezia                                          | Federico Cervi                                   | Isabelle Bégard                                  | Non disputato                                    | Non disputato                                    |                                                  |
| 1981     | Losanna                                          | Mauro Numa                                       | Marina Soboleva                                  | Non disputato                                    | Non disputato                                    |                                                  |
| 1982     | Buenos Aires                                     | Andrea Cipressa                                  | Laurence Modaine                                 | Non disputato                                    | Non disputato                                    |                                                  |
| 1983     | Budapest                                         | Luca Vitalesta                                   | Dorina Vaccaroni                                 | Non disputato                                    | Non disputato                                    |                                                  |
| 1984     | Leningrado                                       | Stefano Cerioni                                  | Margherita Zalaffi                               | Non disputato                                    | Non disputato                                    |                                                  |
| 1985     | Arnhem                                           | Zsolt Érsek                                      | Anja Fichtel                                     | Non disputato                                    | Non disputato                                    |                                                  |
| 1986     | Stoccarda                                        | Thorsten Weidner                                 | Reka Szabo                                       | Non disputato                                    | Non disputato                                    |                                                  |
| 1987     | San Paolo                                        | Dmitrij Ševčenko                                 | Francesca Bortolozzi                             | Non disputato                                    | Non disputato                                    |                                                  |
| 1988     | South Bend                                       | Alexander Koch                                   | Anja Fichtel                                     | Non disputato                                    | Non disputato                                    |                                                  |
| 1989     | Atene                                            | Ye Chong                                         | Giovanna Trillini                                | Non disputato                                    | Non disputato                                    |                                                  |
| 1990     | Mödling                                          | Olivier Lambert                                  | Nicoletta Hein                                   | Non disputato                                    | Non disputato                                    |                                                  |
| 1991     | Istanbul                                         | Luca Donzelli                                    | Aida Mohamed                                     | Non disputato                                    | Non disputato                                    |                                                  |
| 1992     | Genova                                           | Matteo Cazzani                                   | Aida Mohamed                                     | Non disputato                                    | Non disputato                                    |                                                  |
| 1993     | Denver                                           | Jean-Eric Rauhaus                                | Valentina Vezzali                                | Non disputato                                    | Non disputato                                    |                                                  |
| 1994     | Città del Messico                                | Matteo Zennaro                                   | Valentina Vezzali                                | Non disputato                                    | Non disputato                                    |                                                  |
| 1995     | Parigi                                           | Salvatore Sanzo                                  | Rita König                                       | Non disputato                                    | Non disputato                                    |                                                  |
| 1996     | Tournai                                          | Christian Schlechtweg                            | Aida Mohamed                                     | Non disputato                                    | Non disputato                                    |                                                  |
| 1997     | Tenerife                                         | Lorenzo Mammi                                    | Anna Rybicka                                     | Non disputato                                    | Non disputato                                    |                                                  |
| 1998     | Valencia                                         | Tomer Or                                         | Ilaria Salvatori                                 | Germania                                         | Polonia                                          |                                                  |
| 1999     | Keszthely                                        | David Hausmann                                   | Magdalena Mroczkiewicz                           | Germania                                         | Polonia                                          |                                                  |
| 2000     | South Bend                                       | André Weßels                                     | Iris Zimmermann                                  | Francia                                          | Polonia                                          |                                                  |
| 2001     | Danzica                                          | André Weßels                                     | Małgorzata Wojtkowiak                            | Germania                                         | Polonia                                          |                                                  |
| 2002     | Adalia                                           | Térence Joubert                                  | Carolin Neckermann                               | Francia                                          | Russia                                           |                                                  |
| 2003     | Trapani                                          | Renal Ganeev                                     | Claudia Pigliapoco                               | Italia                                           | Italia                                           |                                                  |
| 2004     | Plovdiv                                          | Zhu Jun                                          | Virginie Ujlaky                                  | Cina                                             | Russia                                           |                                                  |
| 2005     | Linz                                             | Benjamin Kleibrink                               | Emily Cross                                      | Russia                                           | Russia                                           |                                                  |
| 2006     | Taebaek                                          | Valerio Aspromonte                               | Emily Cross                                      | Italia                                           | Italia                                           |                                                  |
| 2007     | Belek                                            | Martino Minuto                                   | Sandra Bingenheimer                              | Italia                                           | Russia                                           |                                                  |
| 2008     | Acireale                                         | Suguru Awaji                                     | Inna Deriglazova                                 | Stati Uniti                                      | Polonia                                          |                                                  |
| 2009     | Belfast                                          | Tommaso Lari                                     | Ekaterina Kažikina                               | Italia                                           | Stati Uniti                                      |                                                  |
| 2010     | Baku                                             | Alaaeldin Abouelkassem                           | Inna Deriglazova                                 | Stati Uniti                                      | Russia                                           |                                                  |
| 2011     | Mar Morto                                        | Edoardo Luperi                                   | Nzingha Prescod                                  | Stati Uniti                                      | Italia                                           |                                                  |
| 2012     | Mosca                                            | Timur Safin                                      | Alice Volpi                                      | Stati Uniti                                      | Italia                                           |                                                  |
| 2013     | Parenzo                                          | Alexander Massialas                              | Camilla Mancini                                  | Italia                                           | Italia                                           |                                                  |
| 2014     | Plovdiv                                          | Chen Haiwei                                      | Lee Kiefer                                       | Cina                                             | Stati Uniti                                      |                                                  |
| 2015     | Tashkent                                         | Damiano Rosatelli                                | Sara Taffel                                      | Italia                                           | Italia                                           |                                                  |
| 2016     | Bourges                                          | Takahiro Shikine                                 | Sabrina Massialas                                | Giappone                                         | Polonia                                          |                                                  |
| 2017     | Plovdiv                                          | Egor Gužiev                                      | Aliya Bayram                                     | Italia                                           | Francia                                          |                                                  |
| 2018     | Verona                                           | Nick Itkin                                       | Yuka Ueno                                        | Russia                                           | Stati Uniti                                      |                                                  |
| 2019     | Toruń                                            | Kirill Borodačëv                                 | Lauren Scruggs                                   | Russia                                           | Russia                                           |                                                  |
| 2020     | Non disputati a causa della Pandemia di COVID-19 | Non disputati a causa della Pandemia di COVID-19 | Non disputati a causa della Pandemia di COVID-19 | Non disputati a causa della Pandemia di COVID-19 | Non disputati a causa della Pandemia di COVID-19 | Non disputati a causa della Pandemia di COVID-19 |
| 2021     | Il Cairo                                         | Zakhar Kozlov                                    | May Tieu                                         | Russia                                           | Russia                                           |                                                  |
| 2022     | Dubai                                            | Kazuki Iimura                                    | Lauren Scruggs                                   | Italia                                           | Stati Uniti                                      |                                                  |
| 2023     | Plovdiv                                          | Damiano Di Veroli                                | Zander Rhodes                                    | Stati Uniti                                      | Stati Uniti                                      |                                                  |
| 2024     | Riad                                             | Ryosuke Fukuda                                   | Jessica Zi Jia Guo                               | Stati Uniti                                      | Italia                                           |                                                  |
| 2025     | Wuxi                                             | Abdelrahman Tolba                                | Jaelyn Liu                                       | Italia                                           | Stati Uniti                                      |                                                  |

### Spada
| Edizione | Sede                                             | Individuale                                      | Individuale                                      | A squadre                                        | A squadre                                        |                                                  |
| Edizione | Sede                                             | Maschile                                         | Femminile                                        | Maschile                                         | Femminile                                        |                                                  |
| -------- | ------------------------------------------------ | ------------------------------------------------ | ------------------------------------------------ | ------------------------------------------------ | ------------------------------------------------ | ------------------------------------------------ |
| 1956     | Lussemburgo                                      | Alfredo Bulleri                                  | Non disputato                                    | Non disputato                                    | Non disputato                                    |                                                  |
| 1957     | Varsavia                                         | Jerzy Wojciechowski                              | Non disputato                                    | Non disputato                                    | Non disputato                                    |                                                  |
| 1958     | Bucarest                                         | Valēntin Čēṙnikov                                | Non disputato                                    | Non disputato                                    | Non disputato                                    |                                                  |
| 1959     | Parigi                                           | Bruno Habārovs                                   | Non disputato                                    | Non disputato                                    | Non disputato                                    |                                                  |
| 1960     | Leningrado                                       | Adalbert Gurath, Jr.                             | Non disputato                                    | Non disputato                                    | Non disputato                                    |                                                  |
| 1961     | Duisburg                                         | Hans Lagerwall                                   | Non disputato                                    | Non disputato                                    | Non disputato                                    |                                                  |
| 1962     | Il Cairo                                         | Jacques Brodin                                   | Non disputato                                    | Non disputato                                    | Non disputato                                    |                                                  |
| 1963     | Gand                                             | Roland Losert                                    | Non disputato                                    | Non disputato                                    | Non disputato                                    |                                                  |
| 1964     | Budapest                                         | Jacques Brodin                                   | Non disputato                                    | Non disputato                                    | Non disputato                                    |                                                  |
| 1965     | Rotterdam                                        | Jacques Brodin                                   | Non disputato                                    | Non disputato                                    | Non disputato                                    |                                                  |
| 1966     | Vienna                                           | Jacques Brodin                                   | Non disputato                                    | Non disputato                                    | Non disputato                                    |                                                  |
| 1967     | Teheran                                          | Anton Pongratz                                   | Non disputato                                    | Non disputato                                    | Non disputato                                    |                                                  |
| 1968     | Londra                                           | Igor' Samočikin                                  | Non disputato                                    | Non disputato                                    | Non disputato                                    |                                                  |
| 1969     | Genova                                           | Daniel Giger                                     | Non disputato                                    | Non disputato                                    | Non disputato                                    |                                                  |
| 1970     | Minsk                                            | Boris Lukomskij                                  | Non disputato                                    | Non disputato                                    | Non disputato                                    |                                                  |
| 1971     | South Bend                                       | Ašot Karagjan                                    | Non disputato                                    | Non disputato                                    | Non disputato                                    |                                                  |
| 1972     | Madrid                                           | Guy Évequoz                                      | Non disputato                                    | Non disputato                                    | Non disputato                                    |                                                  |
| 1973     | Buenos Aires                                     | Gianfranco Mochi                                 | Non disputato                                    | Non disputato                                    | Non disputato                                    |                                                  |
| 1974     | Istanbul                                         | Michel Poffet                                    | Non disputato                                    | Non disputato                                    | Non disputato                                    |                                                  |
| 1975     | Città del Messico                                | Michel Poffet                                    | Non disputato                                    | Non disputato                                    | Non disputato                                    |                                                  |
| 1976     | Poznań                                           | Michel Poffet                                    | Non disputato                                    | Non disputato                                    | Non disputato                                    |                                                  |
| 1977     | Vienna                                           | Nils Koppang                                     | Non disputato                                    | Non disputato                                    | Non disputato                                    |                                                  |
| 1978     | Madrid                                           | Nils Koppang                                     | Non disputato                                    | Non disputato                                    | Non disputato                                    |                                                  |
| 1979     | South Bend                                       | Igor' Kučeravij                                  | Non disputato                                    | Non disputato                                    | Non disputato                                    |                                                  |
| 1980     | Venezia                                          | Oldřich Kubišta                                  | Non disputato                                    | Non disputato                                    | Non disputato                                    |                                                  |
| 1981     | Losanna                                          | Robert Felisiak                                  | Non disputato                                    | Non disputato                                    | Non disputato                                    |                                                  |
| 1982     | Buenos Aires                                     | Robert Felisiak                                  | Non disputato                                    | Non disputato                                    | Non disputato                                    |                                                  |
| 1983     | Budapest                                         | Alessandro Resegotti                             | Non disputato                                    | Non disputato                                    | Non disputato                                    |                                                  |
| 1984     | Leningrado                                       | Serhij Kravčuk                                   | Non disputato                                    | Non disputato                                    | Non disputato                                    |                                                  |
| 1985     | Arnhem                                           | Hervé Faget                                      | Non disputato                                    | Non disputato                                    | Non disputato                                    |                                                  |
| 1986     | Stoccarda                                        | Serghei Kostarev                                 | Non disputato                                    | Non disputato                                    | Non disputato                                    |                                                  |
| 1987     | San Paolo                                        | Pavel Kolobkov                                   | Non disputato                                    | Non disputato                                    | Non disputato                                    |                                                  |
| 1988     | South Bend                                       | Pavel Kolobkov                                   | Non disputato                                    | Non disputato                                    | Non disputato                                    |                                                  |
| 1989     | Atene                                            | Oleg Skorobogatov                                | Ildikó Mincza                                    | Non disputato                                    | Non disputato                                    |                                                  |
| 1990     | Mödling                                          | David Burroni                                    | Viktoria Titova                                  | Non disputato                                    | Non disputato                                    |                                                  |
| 1991     | Istanbul                                         | Aleksei Kalashnikov                              | Oksana Yermakova                                 | Non disputato                                    | Non disputato                                    |                                                  |
| 1992     | Genova                                           | Michael Flegler                                  | Claudia Bokel                                    | Non disputato                                    | Non disputato                                    |                                                  |
| 1993     | Denver                                           | Liu Xing                                         | Claudia Bokel                                    | Non disputato                                    | Non disputato                                    |                                                  |
| 1994     | Città del Messico                                | Gábor Boczkó                                     | Yang Shaoqi                                      | Non disputato                                    | Non disputato                                    |                                                  |
| 1995     | Parigi                                           | Andrij Malij                                     | Kim Hee-jeong                                    | Non disputato                                    | Non disputato                                    |                                                  |
| 1996     | Tournai                                          | Gábor Boczkó                                     | Lee Jeun-nam                                     | Non disputato                                    | Non disputato                                    |                                                  |
| 1997     | Tenerife                                         | Francesco Martinelli                             | Rhena Wolf                                       | Non disputato                                    | Non disputato                                    |                                                  |
| 1998     | Valencia                                         | Dmytro Karjučenko                                | Veronica Rossi                                   | Polonia                                          | Ungheria                                         |                                                  |
| 1999     | Keszthely                                        | Aleksej Selin                                    | Lee Jung-eun                                     | Polonia                                          | Polonia                                          |                                                  |
| 2000     | South Bend                                       | Fabrice Jeannet                                  | Olga Alekseeva                                   | Francia                                          | Russia                                           |                                                  |
| 2001     | Danzica                                          | Jens Pfeiffer                                    | Patricia Osyczka                                 | Italia                                           | Francia                                          |                                                  |
| 2002     | Adalia                                           | Ulrich Robeiri                                   | Ana Maria Brânză                                 | Francia                                          | Russia                                           |                                                  |
| 2003     | Trapani                                          | Luo Xiaojuan                                     | Ren Lei                                          | Francia                                          | Cina                                             |                                                  |
| 2004     | Plovdiv                                          | Oleh Sokolov                                     | Ana Maria Brânză                                 | Russia                                           | Cina                                             |                                                  |
| 2005     | Linz                                             | Rubén Limardo                                    | Sophie Lamon                                     | Russia                                           | Svizzera                                         |                                                  |
| 2006     | Taebaek                                          | Steffen Launer                                   | Tiffany Géroudet                                 | Kazakistan                                       | Russia                                           |                                                  |
| 2007     | Belek                                            | Alexandre Blaszyck                               | Emma Samuelsson                                  | Russia                                           | Francia                                          |                                                  |
| 2008     | Acireale                                         | Enrico Garozzo                                   | Kelley Hurley                                    | Russia                                           | Stati Uniti                                      |                                                  |
| 2009     | Belfast                                          | Anton Adamov                                     | Sun Yujie                                        | Italia                                           | Russia                                           |                                                  |
| 2010     | Baku                                             | Nikita Glazkov                                   | Johanna Bergdahl                                 | Ungheria                                         | Estonia                                          |                                                  |
| 2011     | Mar Morto                                        | Philip Marsh                                     | Violetta Kolobova                                | Italia                                           | Cina                                             |                                                  |
| 2012     | Mosca                                            | Park Sang-young                                  | Tat'jana Gudkova                                 | Russia                                           | Russia                                           |                                                  |
| 2013     | Parenzo                                          | Sun Dongdong                                     | Tat'jana Gudkova                                 | Italia                                           | Russia                                           |                                                  |
| 2014     | Plovdiv                                          | Yamada Masaru                                    | Katrina Lehis                                    | Ungheria                                         | Russia                                           |                                                  |
| 2015     | Tashkent                                         | Hippolyte Bouillot                               | Coraline Vitalis                                 | Germania                                         | Italia                                           |                                                  |
| 2016     | Bourges                                          | Georgij Bruev                                    | Alice Clerici                                    | Italia                                           | Francia                                          |                                                  |
| 2017     | Plovdiv                                          | Cheung Ka Long                                   | Komaki Kikuchi                                   | Stati Uniti                                      | Polonia                                          |                                                  |
| 2018     | Verona                                           | Luidgi Midelton                                  | Anastasija Soldatova                             | Ungheria                                         | Italia                                           |                                                  |
| 2019     | Toruń                                            | Arthur Phillipe                                  | Federica Isola                                   | Ungheria                                         | Francia                                          |                                                  |
| 2020     | Non disputati a causa della Pandemia di COVID-19 | Non disputati a causa della Pandemia di COVID-19 | Non disputati a causa della Pandemia di COVID-19 | Non disputati a causa della Pandemia di COVID-19 | Non disputati a causa della Pandemia di COVID-19 | Non disputati a causa della Pandemia di COVID-19 |
| 2021     | Il Cairo                                         | Kendrick Jean-Joseph                             | Polina Khaertdinova                              | Russia                                           | Russia                                           |                                                  |
| 2022     | Dubai                                            | Zsombor Keszthelyi                               | Hadley Husisian                                  | Egitto                                           | Israele                                          |                                                  |
| 2023     | Plovdiv                                          | Mohamed Yasseen                                  | Hadley Husisian                                  | Egitto                                           | Polonia                                          |                                                  |
| 2024     | Riad                                             | Alban Aebersold                                  | Oceane Francillonne                              | Italia                                           | Stati Uniti                                      |                                                  |
| 2025     | Wuxi                                             | Mahmoud Elsayed                                  | Julia Yin                                        | Italia                                           | Ucraina                                          |                                                  |

### Sciabola
| Edizione | Sede                                             | Individuale                                      | Individuale                                      | A squadre                                        | A squadre                                        |                                                  |
| Edizione | Sede                                             | Maschile                                         | Femminile                                        | Maschile                                         | Femminile                                        |                                                  |
| -------- | ------------------------------------------------ | ------------------------------------------------ | ------------------------------------------------ | ------------------------------------------------ | ------------------------------------------------ | ------------------------------------------------ |
| 1952     | Cremona                                          | Paolo Narduzzi                                   | Non disputato                                    | Non disputato                                    | Non disputato                                    |                                                  |
| 1953     | Parigi                                           | Wojciech Zabłocki                                | Non disputato                                    | Non disputato                                    | Non disputato                                    |                                                  |
| 1954     | Parigi                                           | Tamás Örley                                      | Non disputato                                    | Non disputato                                    | Non disputato                                    |                                                  |
| 1955     | Budapest                                         | József Szerencsés                                | Non disputato                                    | Non disputato                                    | Non disputato                                    |                                                  |
| 1956     | Lussemburgo                                      | Tamás Mendelényi                                 | Non disputato                                    | Non disputato                                    | Non disputato                                    |                                                  |
| 1957     | Varsavia                                         | Pierluigi Chicca                                 | Non disputato                                    | Non disputato                                    | Non disputato                                    |                                                  |
| 1958     | Bucarest                                         | Zoltán Horváth                                   | Non disputato                                    | Non disputato                                    | Non disputato                                    |                                                  |
| 1959     | Parigi                                           | Ryszard Parulski                                 | Non disputato                                    | Non disputato                                    | Non disputato                                    |                                                  |
| 1960     | Leningrado                                       | Miklós Meszéna                                   | Non disputato                                    | Non disputato                                    | Non disputato                                    |                                                  |
| 1961     | Duisburg                                         | Cesare Salvadori                                 | Non disputato                                    | Non disputato                                    | Non disputato                                    |                                                  |
| 1962     | Il Cairo                                         | János Kalmár                                     | Non disputato                                    | Non disputato                                    | Non disputato                                    |                                                  |
| 1963     | Gand                                             | Guram Lordkipanidze                              | Non disputato                                    | Non disputato                                    | Non disputato                                    |                                                  |
| 1964     | Budapest                                         | Zsolt Nagy                                       | Non disputato                                    | Non disputato                                    | Non disputato                                    |                                                  |
| 1965     | Rotterdam                                        | Péter Marót                                      | Non disputato                                    | Non disputato                                    | Non disputato                                    |                                                  |
| 1966     | Vienna                                           | Zsolt Nagy                                       | Non disputato                                    | Non disputato                                    | Non disputato                                    |                                                  |
| 1967     | Teheran                                          | Imre Kocsis                                      | Non disputato                                    | Non disputato                                    | Non disputato                                    |                                                  |
| 1968     | Londra                                           | Viktor Krovopuskov                               | Non disputato                                    | Non disputato                                    | Non disputato                                    |                                                  |
| 1969     | Genova                                           | Petr Renski                                      | Non disputato                                    | Non disputato                                    | Non disputato                                    |                                                  |
| 1970     | Minsk                                            | Petr Renski                                      | Non disputato                                    | Non disputato                                    | Non disputato                                    |                                                  |
| 1971     | South Bend                                       | Anatoli Komar                                    | Non disputato                                    | Non disputato                                    | Non disputato                                    |                                                  |
| 1972     | Madrid                                           | Vladimir Pavlenko                                | Non disputato                                    | Non disputato                                    | Non disputato                                    |                                                  |
| 1973     | Buenos Aires                                     | Tommaso Montano                                  | Non disputato                                    | Non disputato                                    | Non disputato                                    |                                                  |
| 1974     | Istanbul                                         | Ioan Pop                                         | Non disputato                                    | Non disputato                                    | Non disputato                                    |                                                  |
| 1975     | Città del Messico                                | Angelo Arcidiacono                               | Non disputato                                    | Non disputato                                    | Non disputato                                    |                                                  |
| 1976     | Poznań                                           | György Nébald                                    | Non disputato                                    | Non disputato                                    | Non disputato                                    |                                                  |
| 1977     | Vienna                                           | Husein Ismailov                                  | Non disputato                                    | Non disputato                                    | Non disputato                                    |                                                  |
| 1978     | Madrid                                           | Elbrus Baianov                                   | Non disputato                                    | Non disputato                                    | Non disputato                                    |                                                  |
| 1979     | South Bend                                       | Imre Bujdosó                                     | Non disputato                                    | Non disputato                                    | Non disputato                                    |                                                  |
| 1980     | Venezia                                          | Heorhii Pohosov                                  | Non disputato                                    | Non disputato                                    | Non disputato                                    |                                                  |
| 1981     | Losanna                                          | Evgheni Țuhlo                                    | Non disputato                                    | Non disputato                                    | Non disputato                                    |                                                  |
| 1982     | Buenos Aires                                     | Aleksandr Vinnik                                 | Non disputato                                    | Non disputato                                    | Non disputato                                    |                                                  |
| 1983     | Budapest                                         | Marco Marin                                      | Non disputato                                    | Non disputato                                    | Non disputato                                    |                                                  |
| 1984     | Leningrado                                       | Mihail Karelov                                   | Non disputato                                    | Non disputato                                    | Non disputato                                    |                                                  |
| 1985     | Arnhem                                           | Janusz Olech                                     | Non disputato                                    | Non disputato                                    | Non disputato                                    |                                                  |
| 1986     | Stoccarda                                        | Aleksandr Panteleev                              | Non disputato                                    | Non disputato                                    | Non disputato                                    |                                                  |
| 1987     | San Paolo                                        | Tonhi Terenzi                                    | Non disputato                                    | Non disputato                                    | Non disputato                                    |                                                  |
| 1989     | Atene                                            | Vadim Hutțait                                    | Non disputato                                    | Non disputato                                    | Non disputato                                    |                                                  |
| 1990     | Mödling                                          | Vadim Hutțait                                    | Non disputato                                    | Non disputato                                    | Non disputato                                    |                                                  |
| 1991     | Istanbul                                         | György Boros                                     | Non disputato                                    | Non disputato                                    | Non disputato                                    |                                                  |
| 1992     | Genova                                           | Iván Kovács                                      | Non disputato                                    | Non disputato                                    | Non disputato                                    |                                                  |
| 1993     | Denver                                           | Stanislav Pozdnjakov                             | Non disputato                                    | Non disputato                                    | Non disputato                                    |                                                  |
| 1994     | Città del Messico                                | Sergej Šarikov                                   | Non disputato                                    | Non disputato                                    | Non disputato                                    |                                                  |
| 1995     | Parigi                                           | Damien Touya                                     | Non disputato                                    | Non disputato                                    | Non disputato                                    |                                                  |
| 1996     | Tournai                                          | Zsolt Nemcsik                                    | Non disputato                                    | Non disputato                                    | Non disputato                                    |                                                  |
| 1997     | Tenerife                                         | Aleksej Frosin                                   | Non disputato                                    | Non disputato                                    | Non disputato                                    |                                                  |
| 1998     | Valencia                                         | Christian Kraus                                  | Germania                                         | Non disputato                                    | Non disputato                                    |                                                  |
| 1999     | Keszthely (M), Digione (F)                       | Wiradech Kothny                                  | Anne-Lise Touya                                  | Francia                                          | Venezuela                                        |                                                  |
| 2000     | South Bend                                       | Dennis Bauer                                     | Anne-Lise Touya                                  | Germania                                         | Italia                                           |                                                  |
| 2001     | Danzica                                          | Tamás Decsi                                      | Mariel Zagunis                                   | Stati Uniti                                      | Stati Uniti                                      |                                                  |
| 2002     | Adalia                                           | Aleksej Jakimenko                                | Bao Yingyin                                      | Cina                                             | Russia                                           |                                                  |
| 2003     | Trapani                                          | Aleksej Jakimenko                                | Sada Jacobson                                    | Corea del Sud                                    | Russia                                           |                                                  |
| 2004     | Plovdiv                                          | Balázs Lontay                                    | Sada Jacobson                                    | Ungheria                                         | Stati Uniti                                      |                                                  |
| 2005     | Linz                                             | Nicolas Limbach                                  | Mariel Zagunis                                   | Germania                                         | Stati Uniti                                      |                                                  |
| 2006     | Taebaek                                          | Dmytro Bojko                                     | Rebecca Ward                                     | Russia                                           | Stati Uniti                                      |                                                  |
| 2007     | Belek                                            | Benedikt Beisheim                                | Ol'ha Charlan                                    | Ucraina                                          | Ucraina                                          |                                                  |
| 2008     | Acireale                                         | Gu Bon-gil                                       | Ol'ha Charlan                                    | Ungheria                                         | Ucraina                                          |                                                  |
| 2009     | Belfast                                          | Max Hartung                                      | Ol'ha Charlan                                    | Ungheria                                         | Ucraina                                          |                                                  |
| 2010     | Baku                                             | Nikolász Iliász                                  | Ol'ha Charlan                                    | Germania                                         | Ucraina                                          |                                                  |
| 2011     | Mar Morto                                        | Matyas Szabo                                     | Dina Galiakbarova                                | Germania                                         | Italia                                           |                                                  |
| 2012     | Mosca                                            | Kim Woo-sun                                      | Jana Egorjan                                     | Ungheria                                         | Francia                                          |                                                  |
| 2013     | Parenzo                                          | Kamil' Ibragimov                                 | Alina Komaščuk                                   | Germania                                         | Stati Uniti                                      |                                                  |
| 2014     | Plovdiv                                          | Luca Curatoli                                    | Anna Márton                                      | Italia                                           | Russia                                           |                                                  |
| 2015     | Tashkent                                         | Eli Dershwitz                                    | Caroline Quéroli                                 | Corea del Sud                                    | Italia                                           |                                                  |
| 2016     | Bourges                                          | Charles Colleau                                  | Caroline Quéroli                                 | Russia                                           | Russia                                           |                                                  |
| 2017     | Plovdiv                                          | Konstantin Lochanov                              | Natalia Botello                                  | Russia                                           | Russia                                           |                                                  |
| 2018     | Verona                                           | Konstantin Lochanov                              | Ol'ga Nikitina                                   | Italia                                           | Russia                                           |                                                  |
| 2019     | Toruń                                            | Lorenzo Roma                                     | Alina Michajlova                                 | Italia                                           | Ungheria                                         |                                                  |
| 2020     | Non disputati a causa della Pandemia di COVID-19 | Non disputati a causa della Pandemia di COVID-19 | Non disputati a causa della Pandemia di COVID-19 | Non disputati a causa della Pandemia di COVID-19 | Non disputati a causa della Pandemia di COVID-19 | Non disputati a causa della Pandemia di COVID-19 |
| 2021     | Il Cairo                                         | Kirill Tyulyukov                                 | Jeon Ha-young                                    | Egitto                                           | Corea del Sud                                    |                                                  |
| 2022     | Dubai                                            | Colin Heathcock                                  | Magda Skarbonkiewicz                             | Italia                                           | Francia                                          |                                                  |
| 2023     | Plovdiv                                          | Colin Heathcock                                  | Magda Skarbonkiewicz                             | Stati Uniti                                      | Ungheria                                         |                                                  |
| 2024     | Riad                                             | Vlad Covaliu                                     | Qimiao Pan                                       | Stati Uniti                                      | Francia                                          |                                                  |
| 2025     | Wuxi                                             | Cosimo Bertini                                   | Aleksandra Mikhailova                            | Stati Uniti                                      | Stati Uniti                                      |                                                  |